# Juan Padrós
Juan Padrós Rubió (Barcelona; 1 de diciembre de 1869 - Arenas de San Pedro, Ávila; 1932) fue un dirigente deportivo español, que ha pasado a la historia por ser el presidente del Real Madrid Club de Fútbol bajo cuyo mandato se legalizó el club, en cuya fundación ya había participado dos años antes. Fue sucedido en el cargo de forma interina por Miguel Guijarro, y este después como electo por su hermano Carlos Padrós. Juan Padrós fue también presidente de la Federación Española de Clubs de Foot-ball.

## Biografía
Nacido en la calle Bot  número 7 primer piso de Barcelona en 1869, era hijo de Timoteo Padrós Parals natural de Barcelona y Paula Rubió Queraltó natural de Villafranca del Panadés, quienes regentaban un importante comercio textil en la capital catalana. En 1886, a la edad de 16 años, se trasladó a Madrid, donde regentó con su hermano Carlos, el negocio familiar Al Capricho, una boutique de telas situada en el número 26 de la calle de Alcalá (de acuerdo a la numeración de 1919), junto a la calle Cedaceros. Fue un establecimiento de referencia en la moda madrileña, donde se comercializaban prendas de lujo, como telas de Cachemira o algodones de Madapolán. Sus anuncios en los periódicos de la época ofrecían las novedades de la temporada para mujeres y niños en ropa y adornos. En 1907 trabajaban más de 200 personas en Al Capricho. Ese año Juan Padrós recibió una medalla honorífica en la Exposición de Industrias Madrileñas. Su hermana, Matilde Padrós, fue la primera mujer en doctorarse en Filosofía y letras en España, y se casó con el pintor Francisco Sancha.
Fue uno de los socios fundadores del Madrid Foot Ball Club conocido en sus orígenes como Nueva Sociedad de Football. Este tiene sus antecedentes en la antigua Sociedad de Football, protoclub relacionado con la (Sociedad) Football Sky, de donde procedía Juan junto a su hermano Carlos y Julián Palacios. Ellos tres, en especial el último, fueron los principales artífices de la creación del club en el año 1900. Julián Palacios y su Junta Directiva emprendieron las diligencias necesarias para formalizar la sociedad, proceso que no concluyó hasta 1902, fecha oficial de la regularización del club y en la que Juan fue nombrado presidente. Organiza y preside aquella junta constituyente, rebautizando al club bajo la denominación de Madrid Foot-Ball Club y radica su primera sede social en la trastienda de su propio establecimiento comercial de la calle Alcalá. 
El primer encuentro del club recién oficializado, que ya para entonces contaba con una masa social relativamente numerosa y que crecía a buen ritmo, tuvo lugar tan sólo tres días después, enfrentándose entre sí los propios socios de la entidad, divididos en dos bandos: azules y rojos. Juan Padrós, se alineó con los primeros, mientras que su hermano fue al árbitro del partido informal.
Una vez formalizado el club, los esfuerzos de los hermanos Padrós se centraron en la puesta en marcha de un campeonato de ámbito nacional entre clubes. De hecho Carlos Padrós, aprovechando su influencia, ya que fue diputado a las Cortes en varias legislaturas por Mataró por el Partido Liberal, propuso organizar el torneo con motivo de los festejos celebrados en Madrid por la mayoría de edad de Alfonso XIII. Tras las intensas gestiones de ambos hermanos con Alberto Aguilera, alcalde de Madrid, y con otras autoridades, el Concurso Madrid, considerado el antecedente directo de la Copa del Rey, se disputó en mayo de 1902 en la capital española.
Esta experiencia sentó las bases para la puesta en marcha, un año más tarde, del Campeonato de España, organizado también por el club que presidía Juan Padrós, siempre con la inestimable colaboración de su hermano Carlos, por entonces al frente de la Federación Madrileña, que él mismo había impulsado. Desde entonces el club fue el verdadero valedor de la expansión y mantenimiento del fútbol en la capital. Así, entre diferentes organizaciones futbolísticas, redactaban también bases y redacciones sobre cómo practicar dicho deporte para su correcta práctica.
En 1903 Juan Padrós vio como el club que presidía conquistaba su primer título, el Campeonato Regional Centro de ese año.
A principios de 1904 el Madrid FC absorbió al AS Amicale y, poco después, se fusionó con el Moderno FC, tras la cual Juan Padrós abandonó la presidencia del club en favor de su hermano.
Tras un largo período apartado de los asuntos futbolísticos, el nombre de Juan Padrós volvió a la actualidad en julio de 1911, cuando la asamblea de la Federación Española de Clubs de Fútbol le requirió como presidente, tras verse forzado a dimitir José Ortega. Padrós rechazó el cargo de un organismo federativo que vivía uno de los momentos más delicados de su incipiente historia: cinco presidentes en apenas un año y un cisma provocado por un grupo de clubes disidentes que habían fundado su propia federación, la Unión de Clubs. 
Las presiones hicieron que, finalmente, Padrós aceptara de forma interina el cargo que había rechazado un año antes. Su mandato apenas duró un año, el tiempo suficiente para conseguir la unificación del fútbol español en torno a la Real Federación Española de Fútbol, refundada en septiembre de 1913 y que mantiene continuidad hasta nuestros días.
Apartado de la primera línea futbolística, Juan Padrós continuó ligado en cierto modo a la promoción del deporte; hacia 1915 se retiró a la localidad de El Hornillo, en el valle del Tiétar, provincia de Ávila, donde adquirió las fincas llamadas La Media Legua, en la que vivió hasta el fin de sus días. y El Berrocal. Allí se le conocía como el tío Barbas y dedicaba su tiempo a enseñar natación y atletismo a niños y jóvenes. Falleció el 11 de mayo de 1932, siendo enterrado en la capital de la comarca, Arenas de San Pedro, donde está su panteón.
Citando a Juan Carlos Pasamontes, quien tuvo acceso a un manuscrito con datos autobiográficos de Padrós que se conserva en la localidad de su fallecimiento, Padrós era una buena persona, organizada, emprendedora, naturista y vegetariano. Algunos decían de él que estaba loco, pero nada más alejado de la realidad. Durante los años que vivió en Arenas su preocupación eran los niños, especialmente los más desfavorecidos. Sus grandes amigos fueron el cura, las monjas y el maestro. Gracias a él llegó al pueblo la primera piscina, las primeras máquinas de bordar y el primer gramófono. Y continúa: dejó sus propiedades a unos frailes con la condición de que fueran vegetarianos y con la obligación de hacer un refugio para pobres cada cinco kilómetros entre Arenas y Talavera de la Reina (provincia de Toledo).